# Домналл мак Аэда Муйндейрг

Ирландия в VIII — первой трети IX века

Домналл мак Аэда Муйндейрг (др.‑ирл. Domnall mac Áeda Muindeirg; умер в 804) — король Кенел Конайлл (767—804), упоминающийся в ирландских анналах с титулом «король Севера».

## Биография
Домналл был сыном Аэда Муйндерга. Его отец правил суб-королевством Кенел Конайлл, расположенным в северной части Ирландии. Аэд скончался в 747 году, после чего Кенел Конайлл один за другим правили два его брата, Лоингсех мак Флайтбертайг и Мурхад мак Флайтбертайг. Когда последний был убит в 767 году, Домналл мак Аэда Муйндейрг сам взошёл на престол Кенел Конайлл.
Род Домналла долгое время соперничал за контроль над землями на севере острова с правившим в Айлехе родственным семейством Кенел Эогайн. Домналл также продолжил эту борьбу и, вероятно, его действия были успешны, так как в это время исторические источники называют его «королём Севера» (др.‑ирл. rí ind Fochlai). Этим титулом наделялся наиболее могущественный из правителей той части Ирландии, которой владели представители северных ветвей династии Уи Нейллов. В 779 году верховный король Ирландии Доннхад Миди из конкурировавшего с Кенел Эогайн рода Кланн Холмайн совершил поход на север Ирландии. Его целью было окончательное подчинение местных правителей своей власти. Желая получить поддержку верховного короля, Домналл мак Аэда Муйндейрг одним из первых признал свою зависимость от Доннхада и выдал ему заложников. Вероятно, в качестве ответного шага верховный король подтвердил за Домналлом право управлять всеми землями, принадлежавшими Уи Нейллам на севере Ирландии.
Анналы очень скупо освещают деятельность Домналла как правителя Кенел Конайлл. Известно, что в 784 году в сражении он одержал победу над восставшим септом Кенел мБогайн. Так же сообщается о войне в 787 году между Домналлом и королём Айлеха Маэл Дуйном мак Аэдо Аллайном. В произошедшем сражении правитель Кенел Конайлл был разбит и бежал с поля боя. Это позволило главе Кенел Эогайн установить свою гегемонию над северными землями острова. После смерти Маэл Дуйна, умершего в 788 году, Домналл мак Аэла Муйндейрг попытался восстановить своё влияние. Его противником стал новый король Айлеха Аэд Посвящённый. Конфликт между двумя монархами был спровоцирован также и долговременной борьбой правителей Кенел Конайлл и Кенел Эогайн за контроль над землями Кенел Энда, занимавшими стратегически важные территории в окрестностях Рафо. В ходе военного столкновения, произошедшего в 789 году, Аэд Посвящённый разгромил войско короля Кенел Конайлл в битве при Клойтахе (современный Клейди). Анналы описывают это сражение как сокрушительное поражение Домналла мак Аэда Муйндейрга, сообщая, что только бегство позволило тому сохранить свою жизнь. После этого Кенел Энда окончательно перешёл под контроль королей Айлеха.
О дальнейшем правлении короля Домналла мак Аэда Муйндейрг ничего не известно. Он умер в 804 году и в записи об этом событии, содержащейся в «Анналах Ульстера», Домналл вновь был назван «королём Севера». Предполагается, что он или мог вновь самостоятельно утвердиться в качестве наиболее влиятельного из правителей севера острова, или получить этот титул от короля Аэда Посвящённого, после того как тот стал в 797 году верховным королём Ирландии, или эта запись была ретроспекцией автора анналов на более ранний по времени статус Домналла. Новым королём Кенел Конайлл стал двоюродный брат скончавшегося монарха Маэл Брессайл мак Мурхада.